# Bokö, Södermanland

Bokö är en före detta ö i Trosa socken och kommun. Numera genom landhöjningen förenad med Askö som den därmed bildar en gemensam ö med. Delar av Bokö/Askö utgör Bokö-Askö naturreservat.
Bokö är även namnet på en gård på norra delen av ön. På gården bedrevs fram till 1940-talet fiske kombinerat med jordbruk, men är numera fritidsbostad. Av bevarad bebyggelse märks manbyggnaden som är en enkelstuga från 1700-talet, förlängd och tillbyggd vid olika tillfällen. Här finns även ytterligare en enkelstuga samt en dubbelbod med spisrum på ena gaveln. Ett nytt bostadshus uppfördes på 1930- 1940-talet. Till gården hör även en ladugård och loge från 1890-talet, samt en sjöbod vid norra viken.